# Benny B
Benny B, de son vrai nom Abdel Hamid Gharbaoui, né le 11 décembre 1968 à Bruxelles, est un rappeur et b-boy belge.  Par extension, le nom Benny B (également orthographié BENNY-B) désigne aussi le trio qu'il formait avec Perfect et Daddy K.
Il compte trois millions de disques vendus, remportant trois disques d'or.

## Biographie
Benny B, B pour Bean, est né à l'hôpital Saint-Pierre à Bruxelles et grandit à Molenbeek-Saint-Jean. Il lance sa carrière dans le hip-hop en 1985, avec son ami d'enfance Perfect; parallèlement Benny était apprenti chocolatier. C'est lors de sa rencontre en 1987 avec DJ Daddy K, pionnier du mouvement hip-hop belge depuis 1982 et multiple champion DMC (deejay), qu'ils décideront de former les BENNY-B.
Le groupe BENNY-B obtient un succès commercial à partir de 1989 avec ses titres Vous êtes fous !, Qu'est-ce qu'on fait maintenant ?, Parce qu'on est jeune ou encore Dis-moi bébé, qui se sont classés dans les cinq premières places du Top 50 à plusieurs reprises, tant en Belgique qu'en France. Le groupe aurait vendu 3 000 000 exemplaires. Le groupe a de nombreuses fois été invité au Club Dorothée entre 1991 et 1995 et participa à deux comédies musicales de Dorothée.
En 1998, il participe au single Le bal des gueux d'Alec Mansion au profit de l’Opération Thermos, qui distribue des repas pour les vagabonds, dans les gares. Cette chanson est interprétée par trente-huit artistes et personnalités dont Toots Thielemans, Stéphane Steeman, Marylène, Armelle, Jacques Bredael, Lou, Alec Mansion, Muriel Dacq, les frères Taloche, Morgane, Nathalie Pâque, Frédéric Etherlinck, Richard Ruben, Christian Vidal, Marc Herman, Jeff Bodart, Jean-Luc Fonck, Benny B et Daddy K.
Les ventes de ses disques déclinant, Benny B devient salarié de l'aéroport de Bruxelles, d'abord comme transporteur d'équipage puis comme coordinateur de transports,. Daddy K est le seul à avoir continué sa carrière musicale et même au niveau international. Il mixe à l'international mais travaille aux côtés de grands noms internationaux tels que Rihanna et Akon. Il est aussi producteur et animateur de l'émission de radio hip-hop/RnB sur Radio Contact depuis plus de cinq ans. Il participe à la compilation BRC (Bruxelles Rap Convention), la première compilation de rap en Belgique. Il a créé le fameux gimmick « Mais vous êtes fous » en utilisant ses vieux disques d'enfance de Capitaine Flam et qui a permis au groupe d'exploser médiatiquement.
Le groupe se reforme temporairement le 27 septembre 2008, à la suite de la parution de l'intégral de ses clips en DVD, pour participer au festival Génération 80 à Marbehan (Province de Luxembourg). Le groupe se reformera spécialement pour « Into the 90’s » à Liège le 27 février 2010[réf. nécessaire]. En février 2010, Benny B et ses deux acolytes de l'époque dévoilent un nouveau morceau sur Internet : Révolution. En 2011, Benny B est de retour sur scène pour La Tournée des années 1990 génération dance machine. En 2018, il revient sur le devant de la scène en entamant une tournée à immense succès Stars 80. Ce qui lui permet de se produire chaque mois dans tout le Benelux devant des milliers de personnes ainsi que passer dans des émissions telles que Touche pas à mon poste !, et en 2020 Je suis un monstre.

## Influences
Cuizinier du groupe TTC dit s’être mis au rap en écoutant Benny B, MC Solaar et en regardant l’émission de Sydney et rajoute que « […] les gens ne l’avouent jamais […] »,.
Fredy K du groupe ATK, met Benny B et Booba « dans le même sac » dans la chanson À qui je profite, dans une interview il explique « […] je les ai mis dans le même sac parce que ce sont des influences que certains jeunes oublient, critiquent ou ne respectent plus. Or ces personnes ont créé un style. Je n’accepte pas que les rappeurs disent qu'ils innovent alors que ce qu'ils font a déjà été fait par des anciens comme Benny B... ». Passi, dans l'émission de Laurent Ruquier On n'est pas couché, a comparé Benny B au « phénomène » Fatal Bazooka.

## Discographie

### Albums studio
- 1990 : L'album featuring Daddy K

1. Vous êtes fous !
2. D.J. d'enfer
3. Dis-moi bébé
4. Do You Speak Martien ?
5. Colère
6. Qu'est-ce qu'on fait maintenant ?
7. Écoute ! c'est du rap français
8. Elle
9. Yo ! Home Boys
10. Vous êtes fous ! (Spanish)

- 1992 : Daddy K, perfect et moi

1. Parce qu'on est jeune
2. Fille facile
3. Je t'aime à l'infini
4. Respect
5. Oui, c'est du rap français
6. 10, 9, 8, 7...
7. Est-ce que vous êtes là ?
8. Frère
9. Daddy's Dance
10. Est-ce que je peux ?
11. 10, 9, 8, 7... (mix)

### EP
- 1990 : Qu'est-ce qu'on fait maintenant ? (Mastermixers Unity Remixes)

1. Qu'est-ce qu'on fait maintenant ? (Club Remix)
2. Qu'est-ce qu'on fait maintenant ? (Single Remix)
3. Vous êtes fous... (Medley Mix)
4. Qu'est-ce qu'on fait maintenant ? (Hip Hop Remix)

- 1991 : Parce qu'on est jeunes

1. Parce qu'on est jeunes (Radio Edit)
2. Parce qu'on est jeunes (House Mix)
3. Parce qu'on est jeunes (Swing Beat)
4. Parce qu'on est jeunes (Full Length Version)

- 1991 : Est-ce que je peux ?

1. Est-ce que je peux ? (Radio Mix)
2. Est-ce que je peux ? (House Mix)
3. Est-ce que je peux ? (Album Mix)
4. Est-ce que je peux ? (DIY Mix)

- 1992 : 10, 9, 8,...

1. 10,9,8,... (Long Version)
2. 10,9,8,... (Shiny Version)
3. 10,9,8,... (Radio Version)

- 1992 : Je t'aime à l'infini

1. Je t'aime à l'infini (Remix)
2. Je t'aime à l'infini (Acapella)

- 1994 : Oh la la la

1. Oh la la la (Tropical Mix)
2. Oh la la la (Groovy Mix)
3. Oh la la la (Extended Mix)
4. Oh la la la (Funky Mix)
5. Oh la la la (7" Mix)

## Filmographie
- Premiers Baisers (épisode Le Rap) : eux-mêmes ;
- Le Cadeau de Noël (1991) ;
- Le cadeau de la rentrée (1992).

## Télévision
Il fait une apparition à la télévision sur RTL TVI en mars 2024, dans la troisième saison du jeu Les Traîtres.